# Seeschlacht vor Nevis
Die Seeschlacht vor Nevis fand während des Zweiten Englisch-Niederländischen Krieges am 10. Maijul. / 20. Mai 1667greg. in der Karibik vor der Insel Nevis statt. Eine verbündete Flotte der Vereinigten Provinzen der Niederlande und des Königreichs Frankreich versuchte eine Landung auf der Insel – wurde aber von einer Flotte des Commonwealth von England in die Flucht geschlagen.

## Hintergrund
Im April 1667 blockierte die englische Flotte unter John Berry die Insel St. Kitts, das zu dieser Zeit von den Franzosen besetzt war.
Eine niederländische Flotte unter Abraham Crijnssen kam aus Surinam und vereinigte sich in Martinique mit französischen Schiffen unter Lefebvre de la Barre.

## Die Schlacht
Die niederländisch-französische Flotte erreichte die Südküste von Nevis in den Morgenstunden des 20. Mai und wurde von den Engländern entdeckt. Um 8:00 Uhr setzten 17 englische Schiffe unter dem Kommando von Berry in Charlestown die Segel.
13 von ihnen griffen sogleich die Angreifer an und die französische Schlachtlinie löste sich auf.
Crijnssens Schiff Zeelandia griff Berrys Schiff Coronation auf kurze Entfernung an, bevor es durch Brander abgedrängt wurde.
Nach einem planlosen Artillerieduell über größere Distanz zog sich La Barre um 11:00 Uhr Richtung St. Kitts zurück und zwang seine niederländischen Verbündeten dadurch, ihm zu folgen.
Die Engländer verloren 2 oder 3 kleine Schiffe und 80 Mann, die Niederländer und Franzosen verloren 20 Mann.

## Nachspiel
Crijnssen war vom Verhalten der Franzosen enttäuscht und so beendete die niederländische Flotte die gemeinsame Operation.
Im Juni 1667 brachen von Nevis 20 englische Schiffe auf und versuchten erfolglos, die französisch besetzte Insel St. Kitts zurückzuerobern. Kurze Zeit später erreichte der englische Admiral John Harman mit seiner Flotte Nevis. Er griff im Juli mehrere Male die Franzosen in Martinique an und konnte am 6. Juli zahlreiche französische Schiffe versenken.